# Howard Morrison (entertainer)
Howard Morrison (Rotorua, 18 augustus 1935 - aldaar, 24 september 2009) was een Nieuw-Zeelands entertainer.
Van 1964 tot bij zijn overlijden in 2009 was Morrison een van Nieuw-Zeelands belangrijkste televisie- en concertartiesten. Hij raakte bekend als zanger in de groep
"Howard Morrison Quartet" van 1956 tot 1964. Bij de oorspronkelijke leden van het kwartet waren ook Gerry Merito, Morrisons broer Laurie en zijn neef John.
Morrison boekte zijn grootste commercieel succes met de single "How Great Thou Art" uit 1981. Het lied werd nummer één in Nieuw-Zeeland. Hij werd de "Sinatra" van Nieuw-Zeeland genoemd. Morrison stierf plots in september 2009.
- International Standard Name Identifier: 0000 0000 3144 9872
- Library of Congress Control Number: n95090417
- MusicBrainz: ea952d3d-8480-40ee-bfd7-20e574ed9eda
- Museum of New Zealand Te Papa Tongarewa: 28842
- Virtual International Authority File: 50939730
- WorldCat: E39PBJB49tp4jMVKrYkpxcrcyd